# Bolerus
Bolerus é um género de coleópteros da família Erotylidae.